# تشارلي وودز
تشارلي وودز (بالإنجليزية: Charlie Woods)‏ (18 مارس 1941 في المملكة المتحدة - ) هو مدرب كرة قدم ولاعب كرة قدم بريطاني في مركز الهجوم. لعب مع إيبسويتش تاون وكريستال بالاس وكولتشستر يونايتد ونادي بورنموث ونادي واتفورد ونيوكاسل يونايتد وCleator Moor Celtic F.C. ‏.

## وصلات خارجية
- تشارلي وودز على موقع قاعدة بيانات كرة القدم.إي يو (الإنجليزية)